# 부에노스아이레스 대학교
부에노스아이레스 대학교(Universidad de Buenos Aires, UBA)는 아르헨티나 최대의 대학교이자, 라틴아메리카 최대 대학교다. 부에노스아이레스 대학은 멕시코 국립 자치 대학교보다 규모가 크다. 2021년도엔 QS WORLD UNIVERSITY RANKING에서 66위를 차지하면서 라틴아메리카 최고의 대학교로 등극하였다. 1821년 8월 12일에 부에노스 아이레스에 설립됐으며, 13개의 학부와 6개의 병원 18개의 박물관으로 구성됐다. 또한 4개의 고등학교와 연결돼 있다. 노벨상 수상자 4명과 (Carlos Saavedra Lamas, Bernardo Houssay, Federico Leloir y César Milstein) 16명의 대통령을 배출해냈다.
노벨상 수상 이력 덕분인지 세계 대학 순위에서 서울대학교보다 높게 책정된다.

## 갤러리

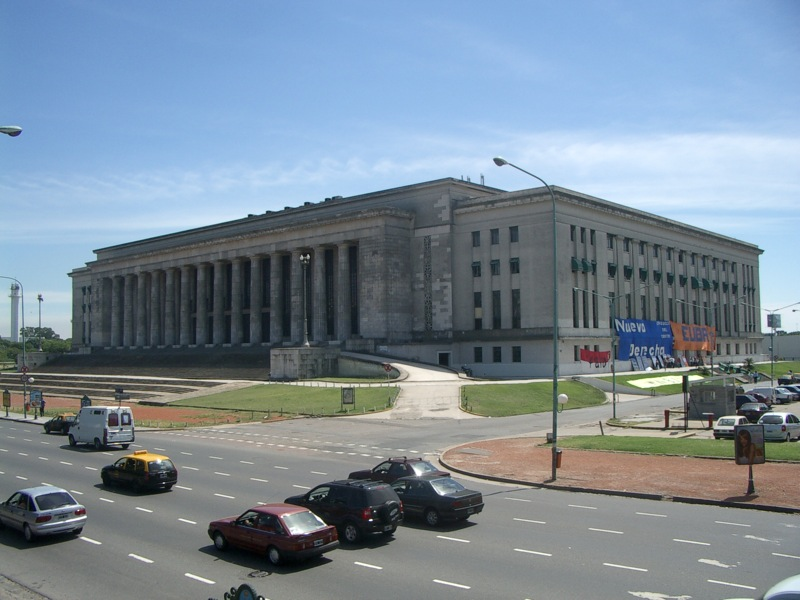
법학부
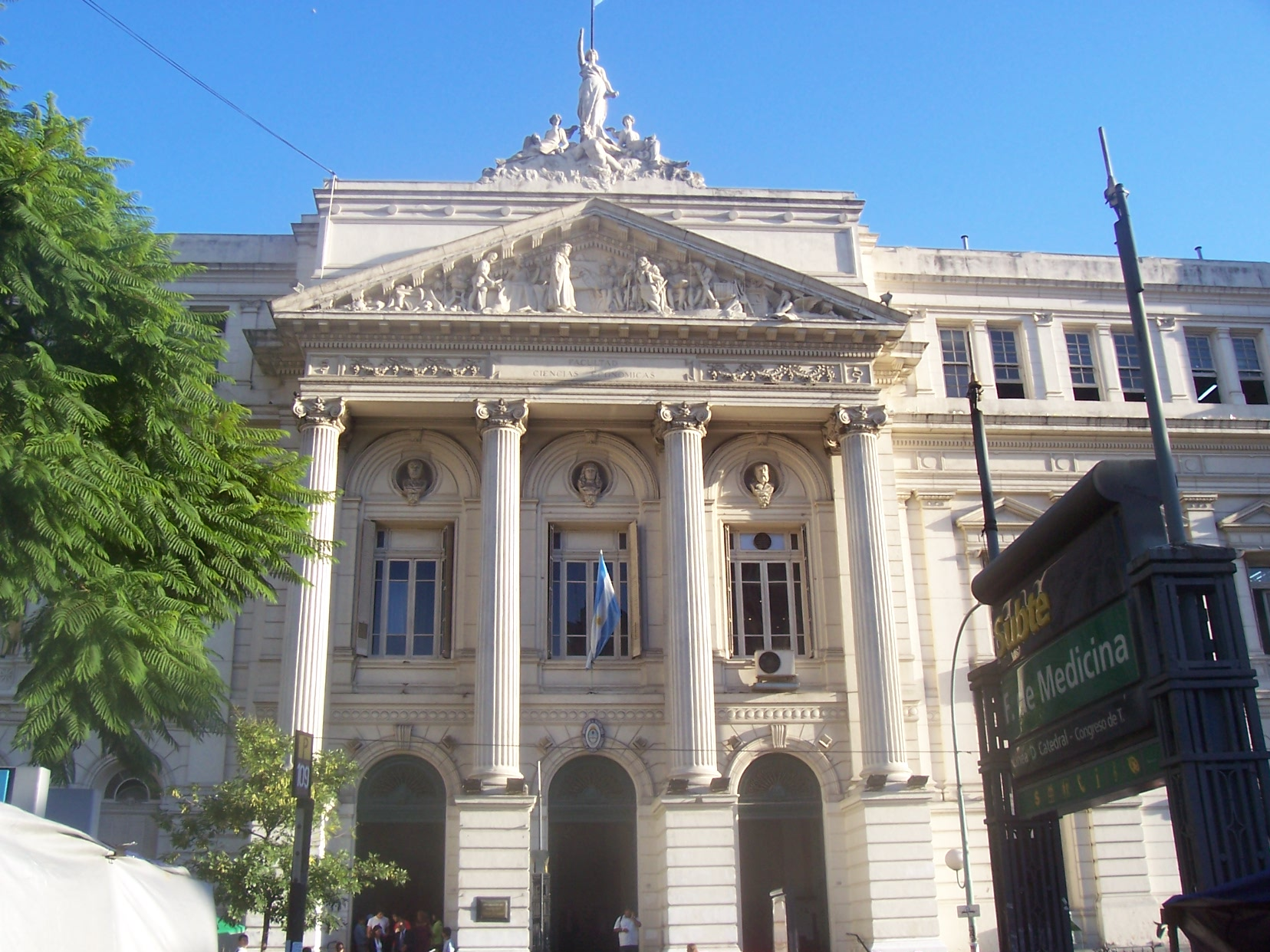
경영과학부
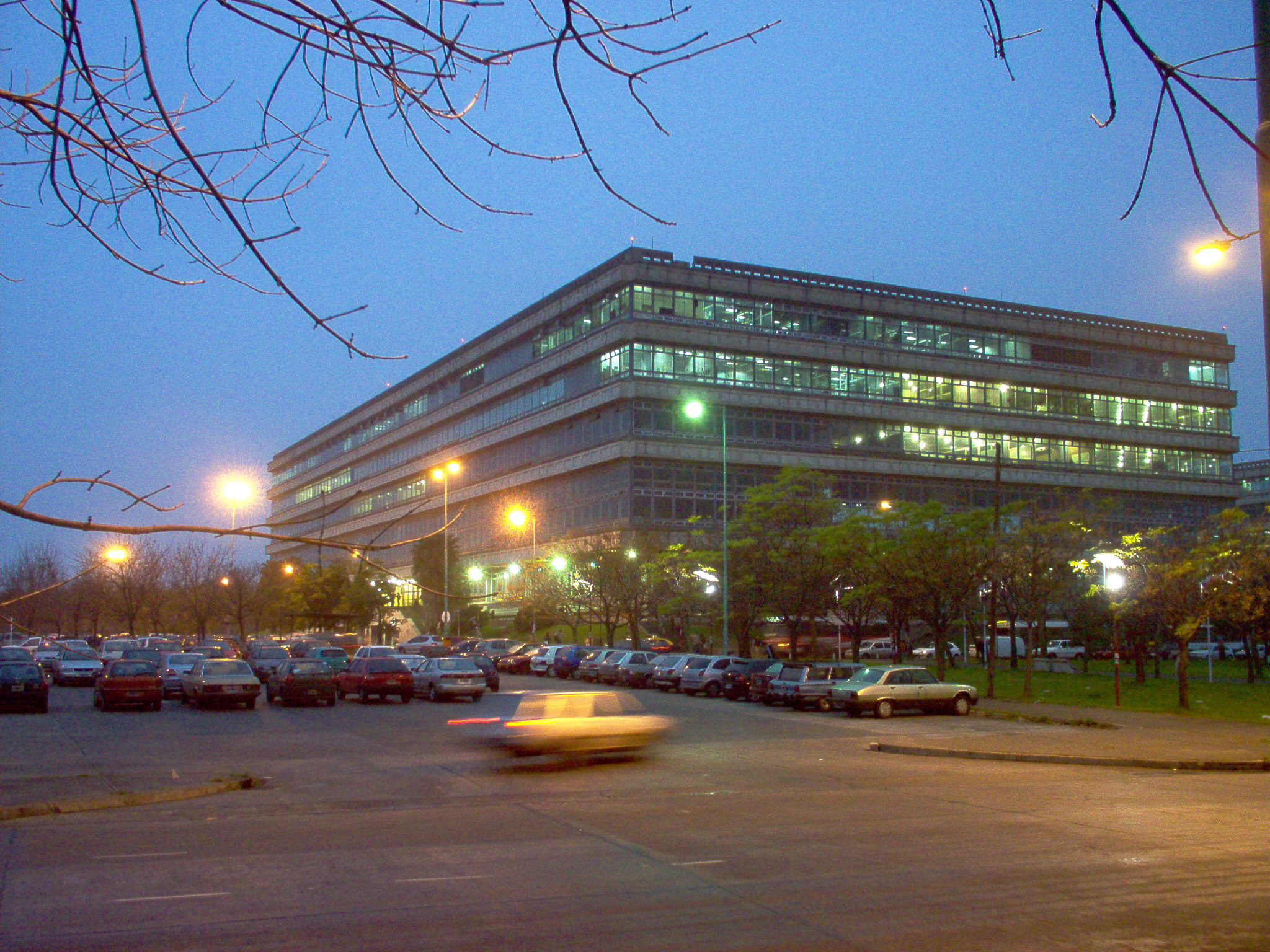
도시건축설계학부
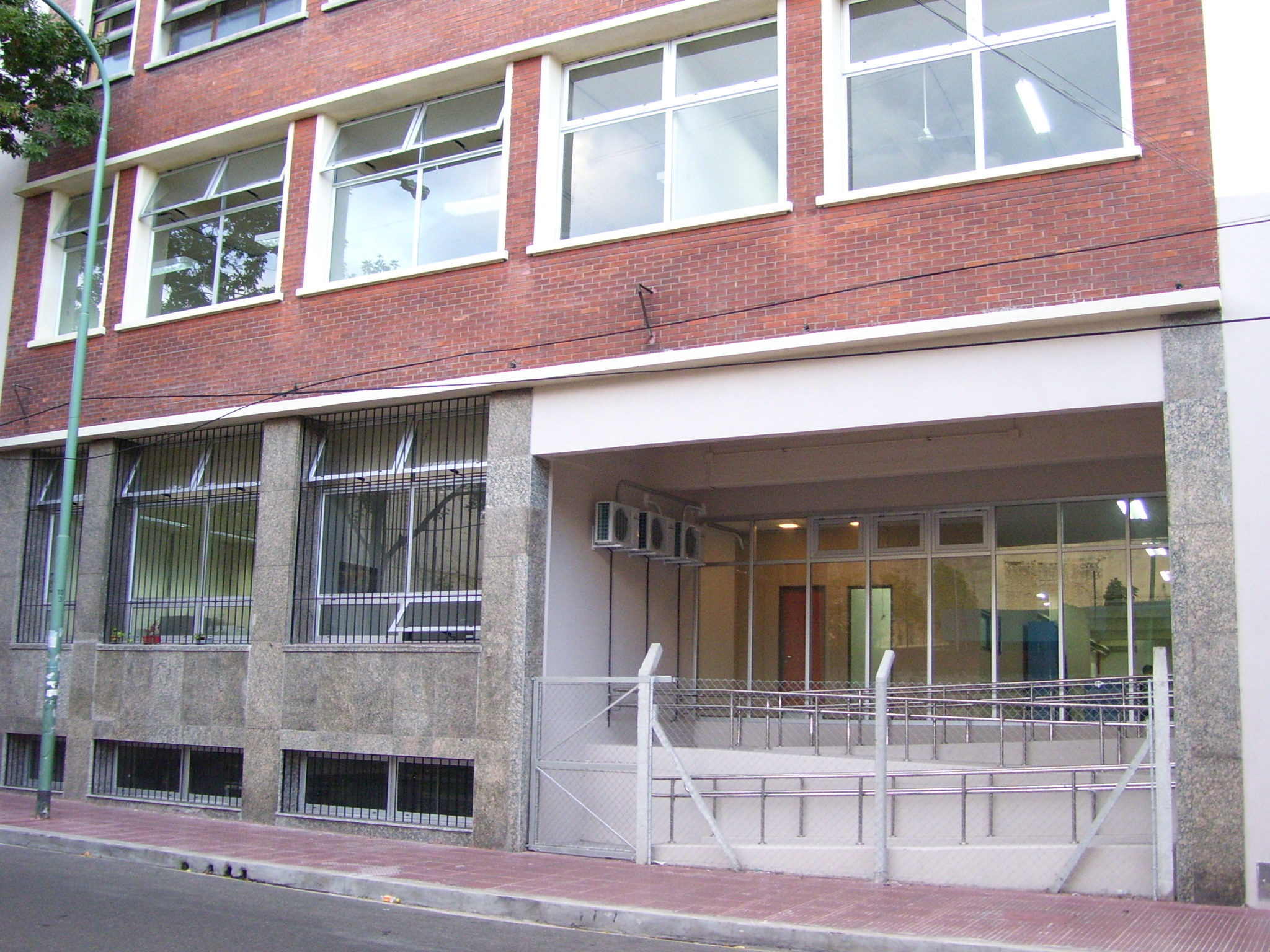
사회과학부
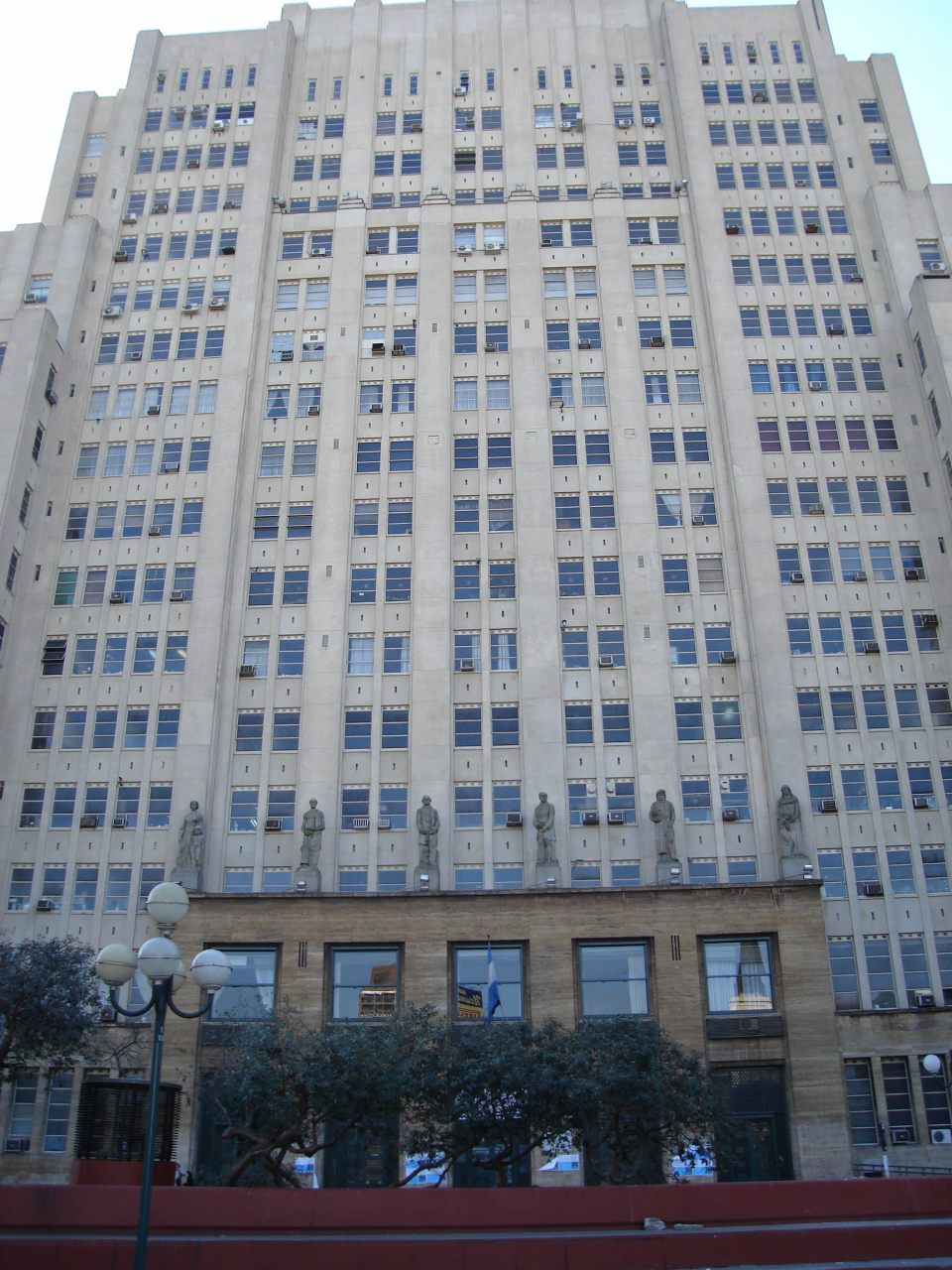
약학부
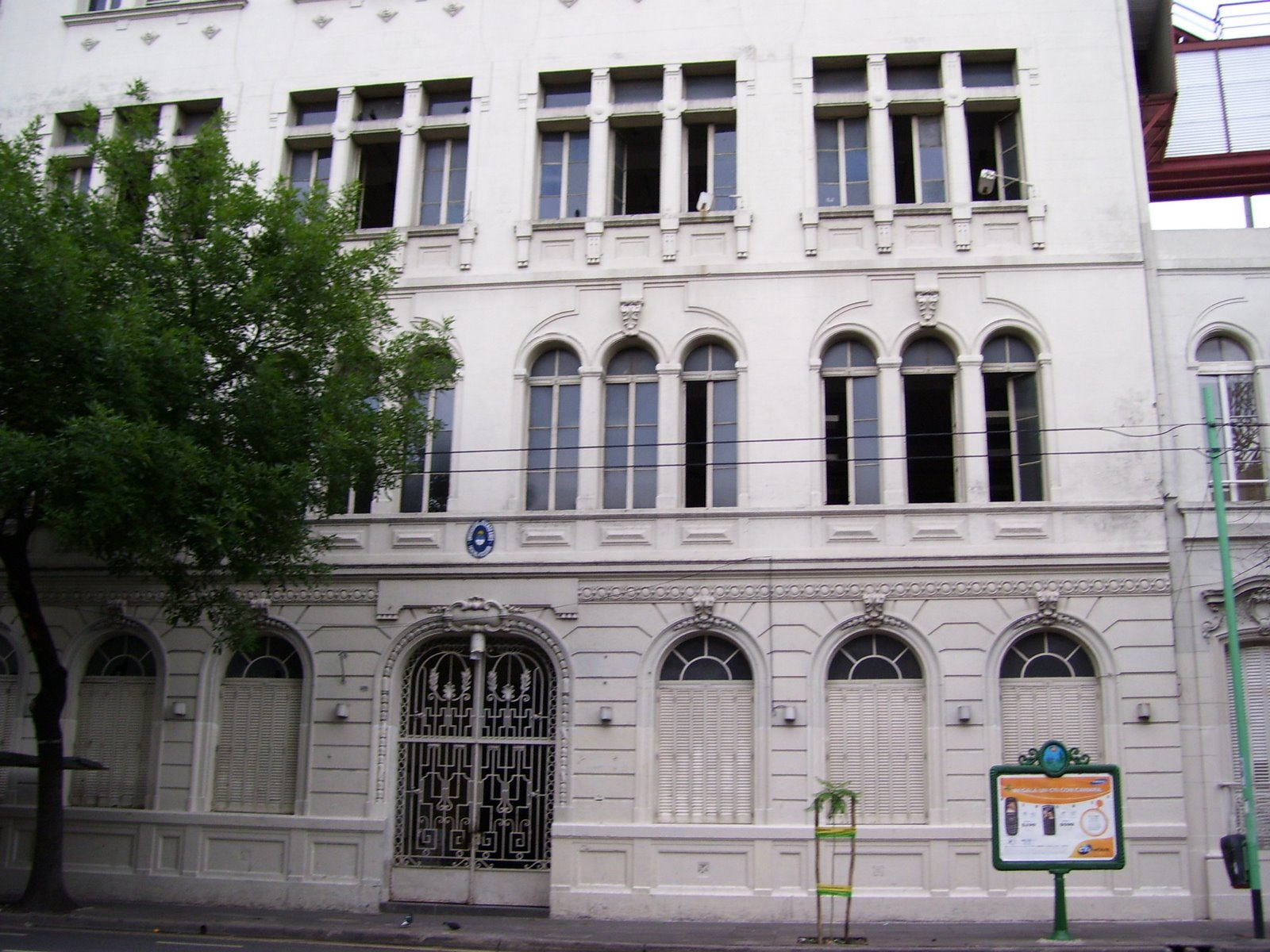
심리학부
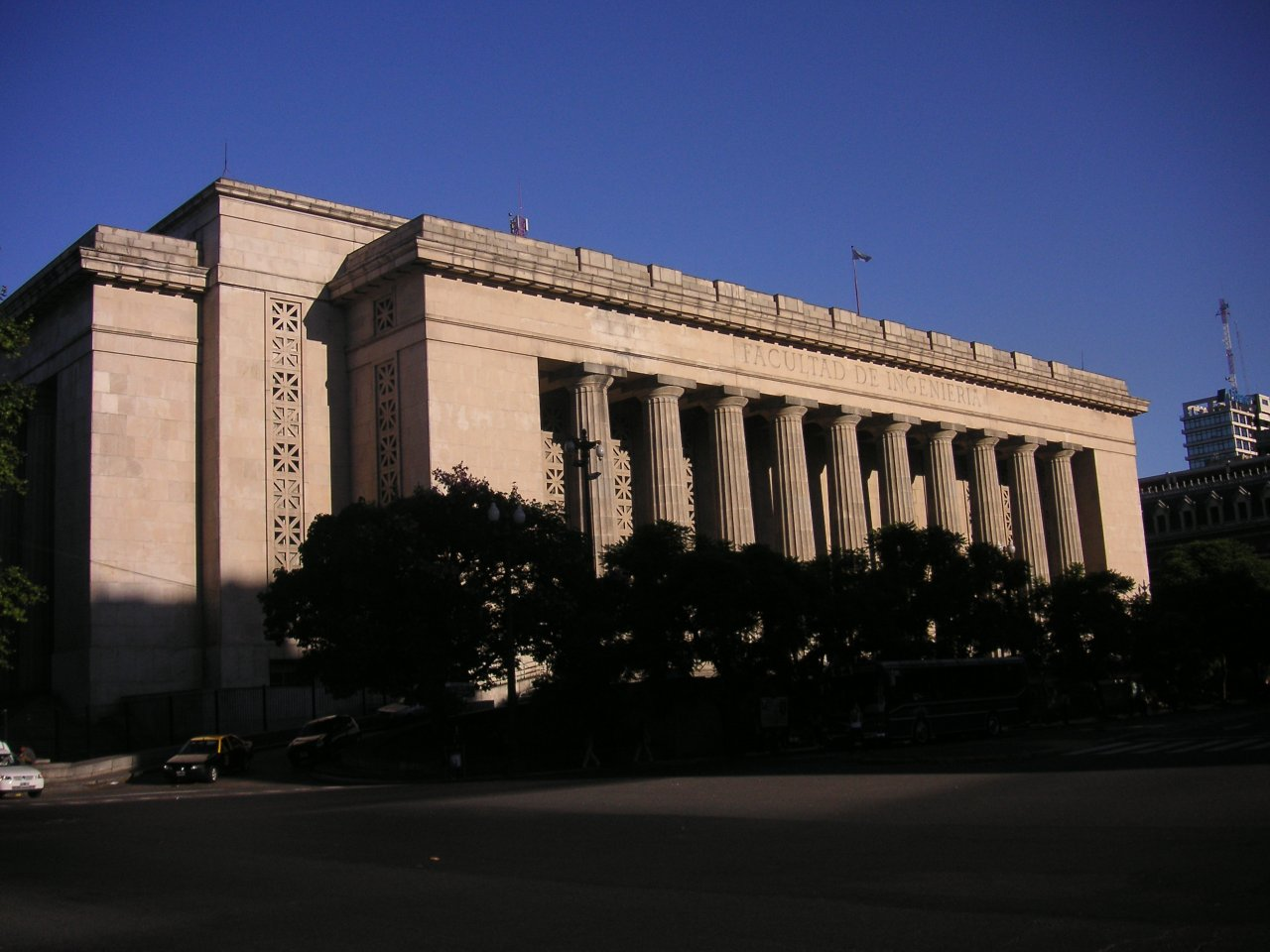
공학부 Paseo Colón